# En portada (Chile)
En portada fue un programa de farándula, emitido desde el 5 de octubre de 2009, a las 15:30, por el canal chileno UCV Televisión. En dicho programa, los panelistas Daniel Fuenzalida, Katherine Bodis, Carola Julio y Pablo Maltés, entre otros, informaban y comentaban acerca del espectáculo local. El primer capítulo de En portada promedió 1,3 puntos de audiencia, llegando a momentos a marcar 2.

## Historia
En portada era producido por la empresa Broadeyes Producciones, que en julio de 2001 creó el programa SQP para posteriormente venderlo a Chilevisión en 2008. Sus dos proyectos hermanos son el sitio web Enportada.cl y la revista mensual En Portada, todos dedicados a la farándula chilena.
Anteriormente, entre el 22 de noviembre de 2004 y el 30 de diciembre de 2005, En portada fue un matinal producido por Broadeyes para Red Televisión y que contaba con la conducción de Marcela Vacarezza y Checho Hirane y la participación de los periodistas René Naranjo, Alejandra Valle y Francisco "Pancho" Eguiluz. El programa salió de pantalla a fines de 2005 ya que Chilevisión manifestó a Broadeyes, la productora del programa el interés de tenerlo en su parrilla programática, y es así como en marzo de 2006 debutó el matinal Gente como tú, con Marcela Vacarezza, Leo Caprile y Julián Elfenbein.

## Integrantes

### Panel
- Daniel Fuenzalida (conductor)
- Katherine Bodis
- Carola Julio
- Sergio Rojas
- Pablo Maltés

### Expanelistas
- Cristián Pérez (2009-2011) (conducción)
- Savka Pollak (2009-2011) (conducción)
- Jaime Coloma (2009-2010)
- Alejandra Valle (2009-2010)
- José Velasco (2009-2010)
- Janis Pope (2009-2010)
- Pía Guzmán (2009-2010) (En portada News)
- Lucía López (2009) (En portada News)
- Roberto Dueñas (2010-2011)
- Manuel González (2010-2011)
- Pamela Jiles (2010-2011)
- Ítalo Franzani (2011)
- César Barrera (2011)
- Sonnia Navarro (2011)
- Sebastián Carter (2011)
- María Eugenia Larraín (2011) (En Portada News)
- Vanessa Miller (2012)
- Ana Sol Romero (2012-2013) (conducción)
- Yulissa del Pino (2012-2013)
- Verónica Roberts (2012-2013)

## Formatos

### En Portada News
Fue un resumen del espectáculo que se transmitió todos los días por las pantallas de UCV Televisión a las 17:00 horas con la conducción de Manuel Gónzalez, María Eugenia Larraín y César Barrera. Anteriormente en la conducción estaban Pía Guzmán y Janis Pope.

### Lo + Famosos En Portada
Fue un espacio conducido por Carola Julio, en donde se hablaba de la biografía de cada rostro de farándula chilena, además hay un ranking de las celebridades. (programa emitido en 2009 y 2010).
El año 2011 Carola Julio conduce la tercera temporada en horario estelar.

### En Portada en Verano
Fue un espacio del programa En portada que se transmitía todos los días desde Viña del Mar a las 17:00 hasta las 18:00 con la conducción de María Eugenia Larraín, Manuel González, Daniel Fuenzalida y Angie Alvarado.

## Series

### La Ñoña
En portada estrenó su primera miniserie llamada La Ñoña, un remake humorístico de la teleserie La Doña de Chilevisión. integrando el elenco de la misma los integrantes del programa. Su historia gira en torno a una mujer malvada y sensual terrateniente interpretada por Pamela Jiles que se enamora del gobernador (Pablo Maltés). en la misma historia también está Candida Perpeta (Savka Pollak) enamorada de un homosexual Juan del Arroz (Daniel Fuenzalida) quien tiene una relación escondida con Nicolás Villanorreal (Ítalo Franzani).

## Conflictos
El día martes 22 de noviembre de 2011 en el programa se trató el tema del futuro de Carolina de Moras en el programa Buenos días a todos. Se presentó una nota en la que la entonces conductora del matinal hablaba con los medios desmintiendo las especulaciones sobre su situación contractual. Sin embargo, tras dicho informe el panel analizó el tema desde distintas perspectivas, donde la panelista Pamela Jiles se refirió a ella de manera tal que sus dichos pudieron provocar algún grado de ofensa en la entonces conductora de TVN.[cita requerida] Tras este episodio, se informó que las autoridades de la productora, al igual que del canal UCV Televisión, han decidido suspender la participación de la panelista Pamela Jiles.
En febrero de 2013 se generó una polémica por el abrupto despido de Ana Sol Romero, quien fue despedida el 31 de enero de 2013 sin ser avisada con anticipación y sin motivos aparentes.
En julio de 2013 se mostró un reportaje en donde se indicaba que el animador Martín Cárcamo como el padre de la hija de la exMiss Chile Camila Recabarren, generando molestias por parte de Cárcamo mayormente llegando incluso a una posible demanda, debido a ello el productor general Daniel Samaniego fue despedido del programa.